# Taro (rivière)
Pour les articles homonymes, voir Taro.
Le Taro est une rivière italienne de 126 km de long, qui prend sa source sur le mont Penna dans l'Apennin ligure et s'écoule entièrement dans la province de Parme en Émilie-Romagne, traversant le territoire de la Bassa parmense en son centre. C'est un affluent de rive droite du Pô. Son bassin hydrographique représente 2 026 km2.

## Géographie

### Le cours de la rivière

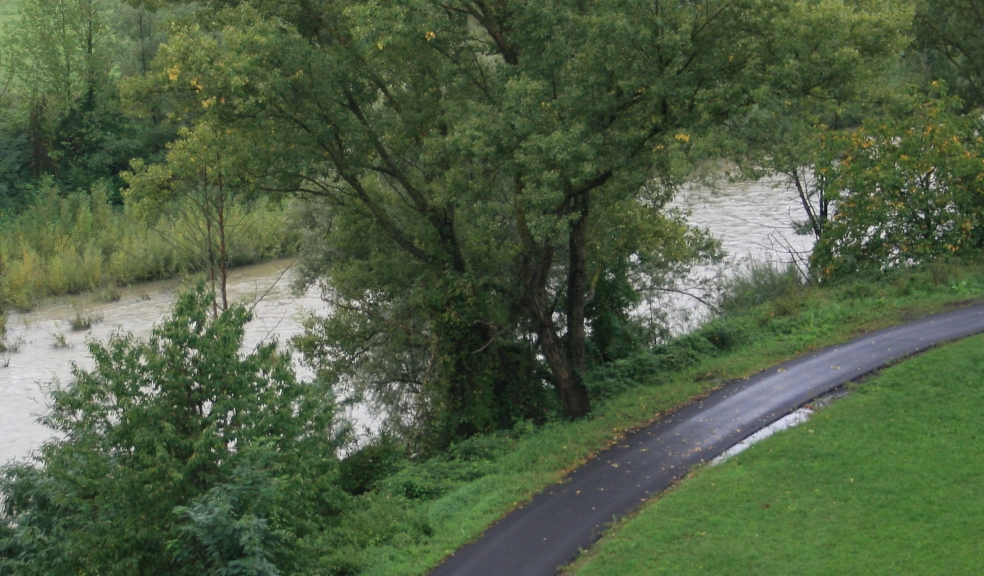
Le Taro à proximité de Borgotaro

La rivière naît dans l'Apennin ligure sur le mont Penna (1 735 m), dans la zone qui sépare la province de Gênes et la province de Parme s'écoulant au début dans un parcours extrêmement accidenté. Elle baigne alors plusieurs centres urbains parmi lesquels Casale, Bedonia et Compiano. À proximité de la petite ville de Borgo Val di Taro, la rivière reçoit respectivement sur sa droite le torrent Gotra et sur sa gauche, plus près de l'agglomération, le torrent Tarodine. De là, elle arrose Ostia Parmense augmentant les dimensions de son lit et s'écoule en longeant l'autoroute de la Cisa.
La rivière rejoint ensuite Fornoue où elle double en dimensions et en débit à la confluence sur la gauche avec le Ceno, sa rivière « jumelle ». Bien qu'il ne soit pas son confluent principal, le Ceno provient comme le Taro du monte Penna. À partir de ce point, la rivière devient très large, atteignant par endroits un kilomètre de large et se divisant en plusieurs bras mineurs. Rejoignant le centre de Ponte Taro, la rivière est alors enjambée d'abord par la Via Æmilia puis par l'Autoroute Milan Bologne, après quoi elle reçoit par sa gauche le torrent Recchio. Son impétuosité se calme et son lit se resserre, baignant, par son cours en méandres, les centres urbains de Viarolo, Trecasali et Sissa sur le territoire de la Bassa parmense. Un dernier affluent, le torrent Stirone, rejoint la rivière à proximité de Fontanelle, frazione de Roccabianca, après quoi le Taro se jette par la droite dans le Pô à proximité de Gramignazzo, frazione de Sissa.

### Régime hydrologique
C'est une rivière dont le régime est typiquement torrentiel, avec de très importantes variations du débit selon les saisons. En été, il arrive fréquemment que son cours inférieur soit complètement à sec, soit à cause de la forte perméabilité de sa large grève, soit à cause des prélèvements hydrologiques, tandis qu'en période pluvieuse et de crues automnales, son débit atteint facilement les 1 000 m3/s, et même le double pour les crues dites centennales comme celle du 9 novembre 1982.

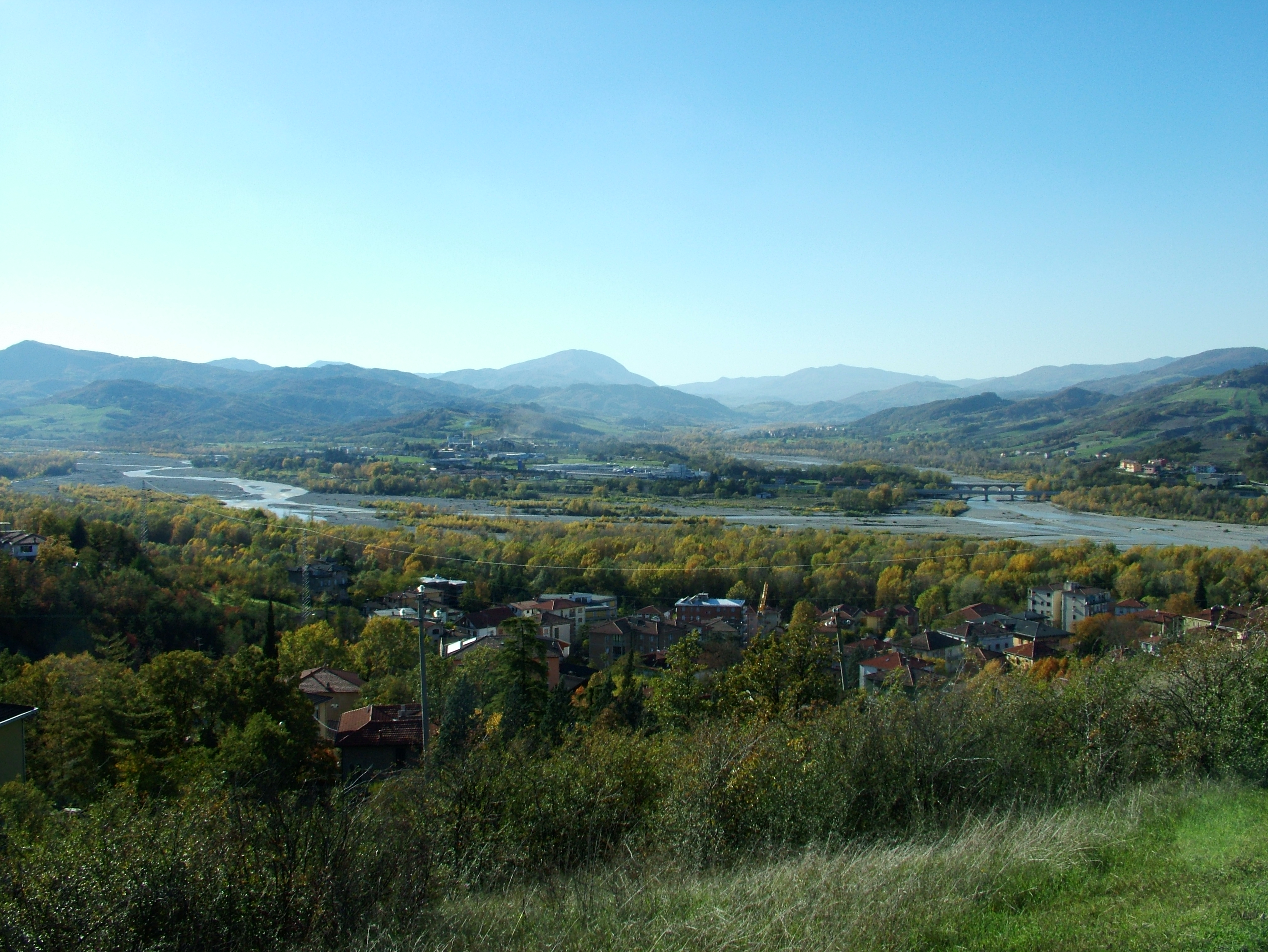
Confluence du Taro et du Ceno
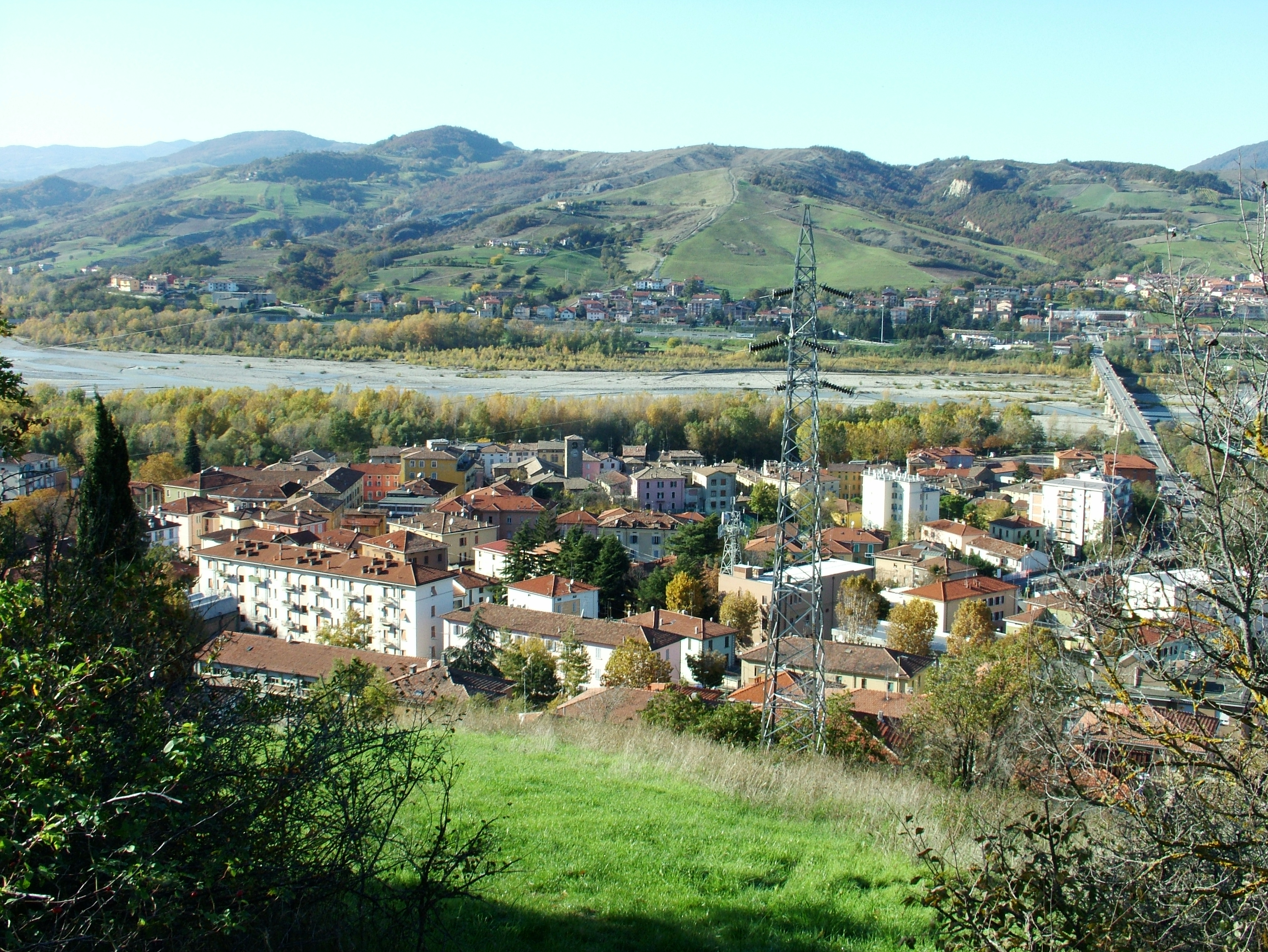
Le Taro à Fornovo di Taro

### Ponts
Le pont sur le Taro (it), le long de la via Æmilia, représente le premier des ouvrages d'art  réalisé entre 1816 et 1819 à l'initiative du gouvernement de Marie-Louise, duchesse de Parme et Plaisance. Il est considéré à l'époque comme le pont le plus long d'Europe.
Le pont Arturo Montanini, inauguré en 2008, relie Collecchio et Medesano, franchissant l'Autoroute A 15. Arturo Montanini, à l'origine du projet, fut le président de la province de Parme de 1975 à 1985. Le pont est constitué de vingt-deux travées de 54 mètres chacune et sa construction a demandé 21 000 journées de travail.
Le pont du Diable, situé à Gramignazzo, fut ainsi nommé parce qu'il fut bombardé plusieurs fois et résista. Le pont de San Secondo dédié à Giovanni Faraboli fut inauguré le 22 avril 2004.

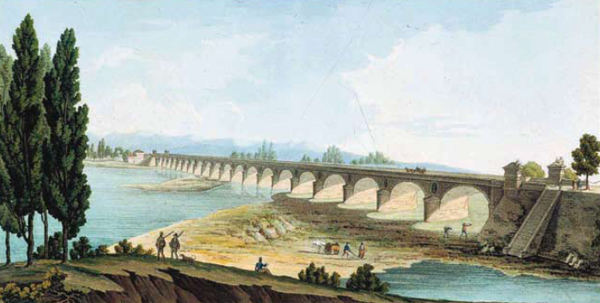
Le Ponte sul Taro (it) à Ponte Taro, frazione de Fontevivo en 1819
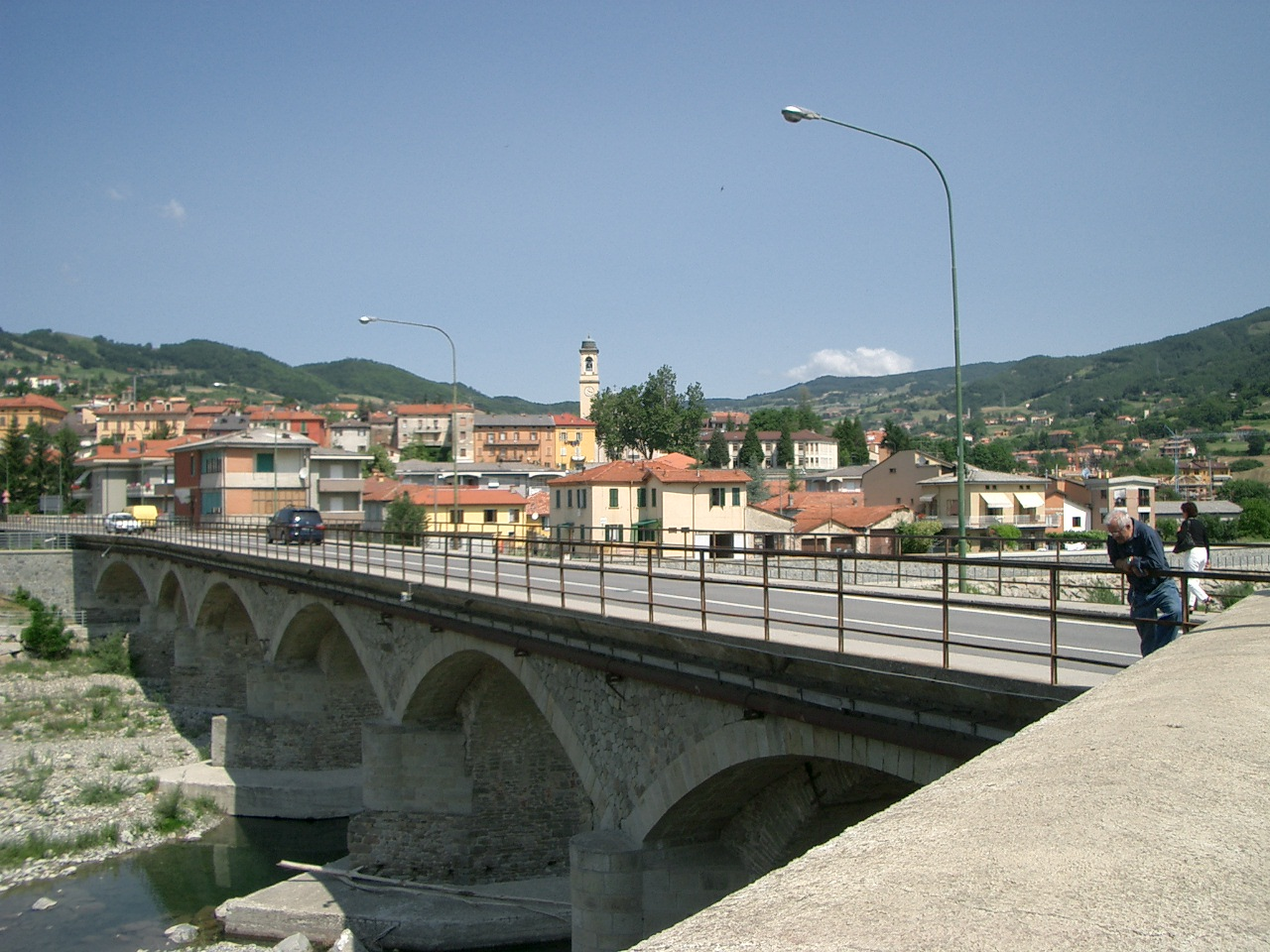
Le pont San Rocco sur le Taro à Borgo Val di Taro

### Nature
Dans une partie de son parcours, sur les vingt kilomètres compris entre Fornoue et Ponte Taro, frazione de Fontevivo, sur la via Æmilia près de Parme, la rivière traverse la zone protégée du Parc fluvial régional du Taro (it), institué en 1988. Cette zone se trouve au pied des Apennins, à l'entrée dans la plaine du Pô, où le lit du Taro s'élargit et s'encombre d'îlots de sable et de graviers. C'est une bande qui s'étend, tout de suite après la confluence avec le Ceno, sur le cône de déjection, très plat, du Taro. Elle présente une grande diversité botanique et ornithologique. Au-delà, le cours du Taro s'insinue en nombreux méandres dans la plaine du Pô.

## Histoire
La vallée du Taro fut longtemps une voie de passage importante à travers les Apennins. Elle était traversée par l'ancienne via Francigena, qu'empruntaient notamment les marchands et pèlerins d'Europe du Nord se rendant à Rome. La rivière a aussi donné son nom au département en 1808 lors de l'occupation française à l'issue de la campagne d'Italie. Au cours des siècles, le lit du fleuve a subi plusieurs dérivations, la plus importante est celle à proximité de Sissa. Il existe des documents indiquant qu'au Moyen Âge le Taro était à l'est de Palasone et se jetait dans le Pô au voisinage de Coltaro, frazione de Sissa. En février 1944, eut lieu l'opération Almouth dirigée par le SOE pour faire sauter un pont de chemin de fer traversant le Taro.